# Saint-Antonin (Italie)
Saint-Antonin (en italien, Sant'Antonino di Susa) est une commune italienne de la ville métropolitaine de Turin, dans la région Piémont.

## Administration
| Période                                  | Période  | Identité           | Étiquette | Qualité |
| ---------------------------------------- | -------- | ------------------ | --------- | ------- |
| 14 juin 2004                             | En cours | Antonio Ferrentino | civica    |         |
| Les données manquantes sont à compléter. |          |                    |           |         |

### Communes limitrophes
Condoue, Bourgon, Villar-Fouchard, Vaye, Coazze.